# Laguna de Marovo

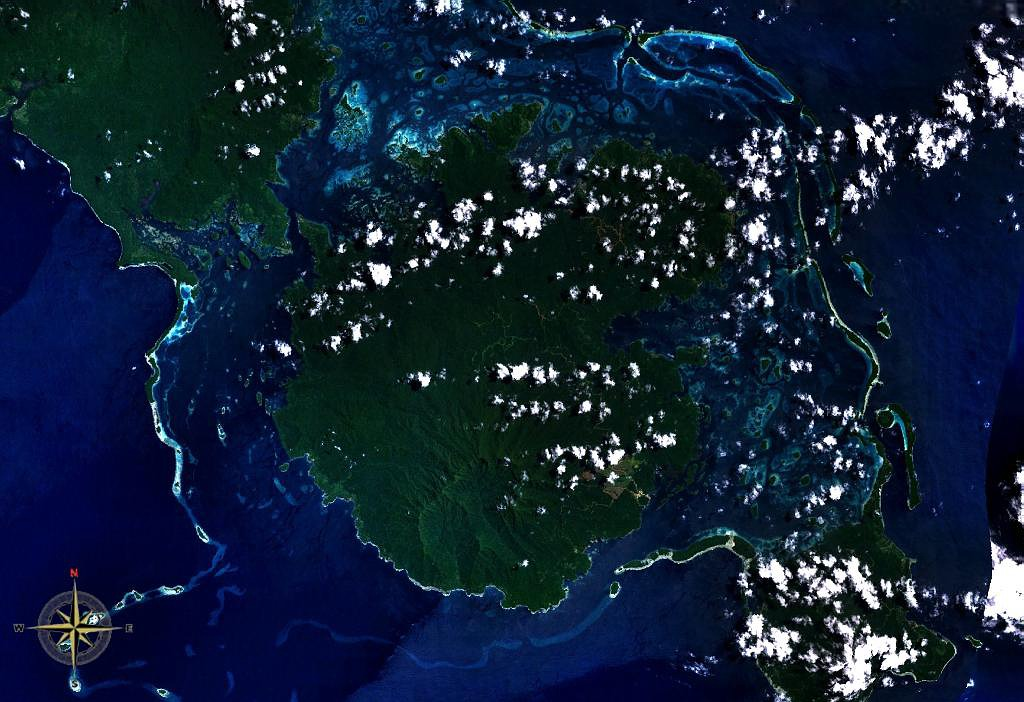
Isla Vangunu vista desde el espacio. La laguna de Marovo se puede ver al norte de la isla.

La laguna de Marovo es la laguna costera de agua salada más grande del mundo.  Está situada en las Islas Nueva Georgia, rodeada por la Isla Vangunu y la Isla Nggatokae, ambas islas volcánicas extintas. Forma parte de las Islas Salomón.
En 2014 se inspeccionaron los sitios de barreras coralinas ubicadas en los bordes de la laguna  Los sitios con la mayor cobertura de coral vivo (LCC) en la provincia Occidental y el segundo más alto en las Islas Salomón fueron encontrados en el lado expuesto de la barrera coralina marginal cerca de la laguna Marovo y tenían un promedio un 49% LCC. El lado expuesto de la barrera de coral periférica de la laguna Marovo tenía un promedio de 38% LCC. Los sitios con la menor cobertura de coral vivo se encontraron cerca de Munda con un promedio de 18% LCC.
La palabra "Marovo" deriva del nombre de la "Isla Marovo", la cual se encuentra el centro de la Laguna.
El Área del Patrimonio Mundial de la Laguna de Marovo se encuentra en la Laguna de Marovo. Se han confirmado avistamientos de delfines mulares del Indo-Pacífico (Tursiops aduncus) en la laguna. 
Hay muchas islas en la laguna, algunas de las cuales están habitadas. La población habla el idioma marovo y vive principalmente de la agricultura de subsistencia y de la pesca.  Los habitantes de la laguna de Marovo son conocidos por ser hábiles talladores, que crean y diseñan hermosas tallas de madera hechas de ébano, madera dura y queroseno.
La laguna es un destino popular para el buceo y es un centro turístico para viajeros de Australia, Nueva Zelanda, Europa y Estados Unidos.
Es posible viajar a la laguna desde capital de las Islas Salomón en Honiara, en 1 hora en un avión Twin Otter o 10 horas en un ferry semanal.